# Andrenosoma boranicum
Andrenosoma boranicum là một loài ruồi trong họ Asilidae. Andrenosoma boranicum được Corti miêu tả năm 1895. Loài này phân bố ở vùng nhiệt đới châu Phi.